# Hans-Ulrich Keller
Hans-Ulrich Keller (* 1. September 1943 in Schleiz/Thüringen) ist ein deutscher Astronom. Er ist Gründungsdirektor des Carl-Zeiss Planetariums Stuttgart (1976–2008) und Professor für Astronomie an der Universität Stuttgart. In Amateurkreisen ist er vor allem durch die Herausgabe des weitverbreiteten astronomischen Jahrbuchs Himmelsjahr bekannt.

## Leben
Keller wuchs in Wien auf. Mit 12 Jahren kaufte er sich sein erstes Fernrohr, mit 14 Jahren war er freier Mitarbeiter der Urania-Sternwarte. Er studierte Astronomie und promovierte 1967 an der Universität Wien.
Von 1967 bis 1970 war er als wissenschaftlicher Mitarbeiter bei Zeiss in Oberkochen angestellt, ab 1969 als Projektleiter für astronomische Instrumente. Von 1970 bis 1976 war er wissenschaftlicher Mitarbeiter der Sternwarte und des Planetariums Bochum.

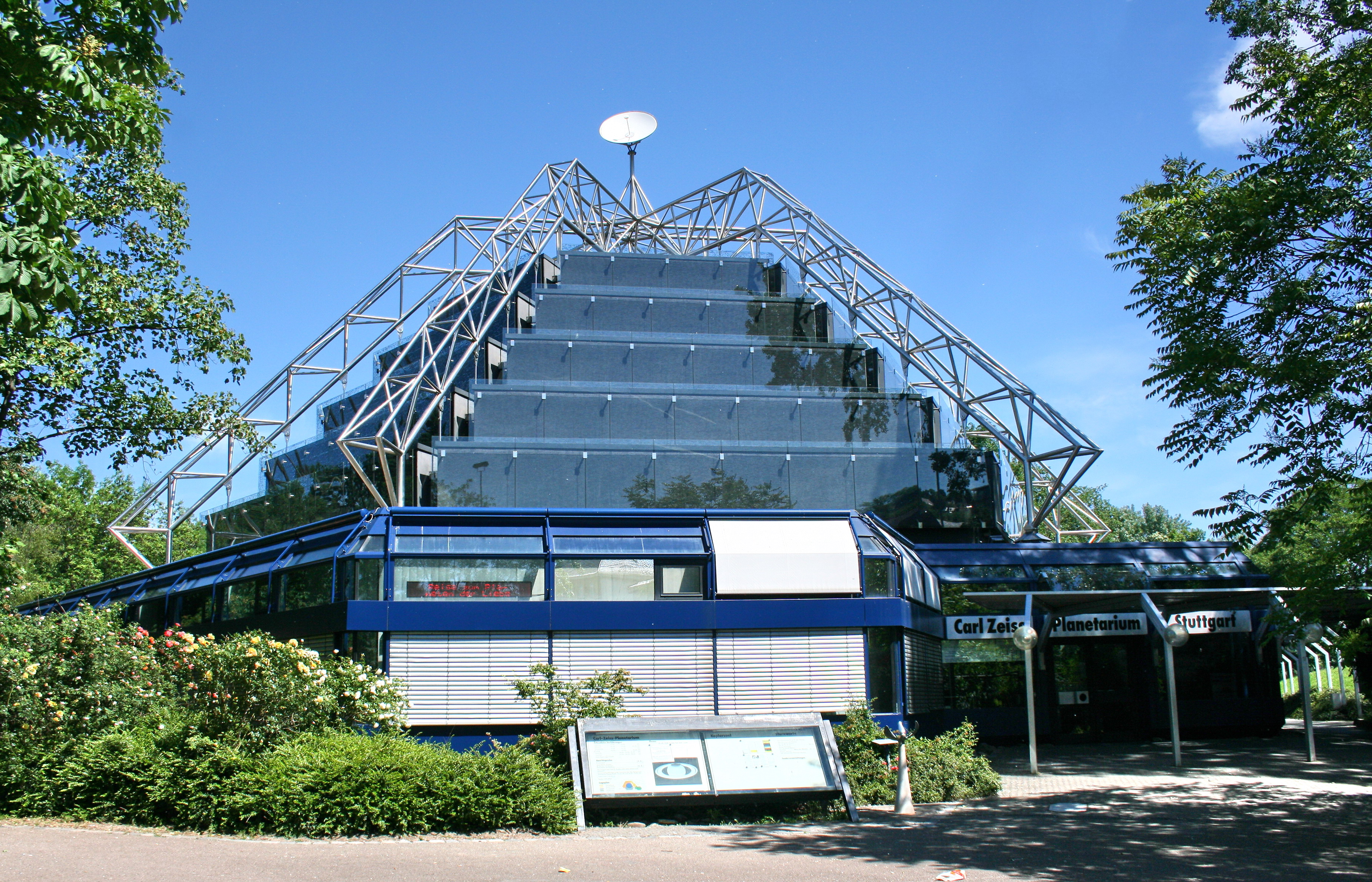
Das Planetarium Stuttgart, das Keller von 1976 bis 2008 leitete

Keller war an der Planung des Planetariums Stuttgart beteiligt und von 1976 bis 2008 dessen erster Direktor. Zudem betreut er die Sternwarte Welzheim. Seit 1997 ist Keller Honorarprofessor an der Fakultät für Luft- und Raumfahrttechnik der Universität Stuttgart.
Seit 1982 ist er Herausgeber des im Kosmos-Verlag erscheinenden astronomischen Jahrbuchs Das Himmelsjahr.
Keller ist Vorsitzender der Gesellschaft zur Förderung des Planetariums Stuttgart und der Sternwarte Welzheim e. V. sowie Vorsitzender des Kuratoriums der Ellen-und-Max-Woitschach Stiftung für ideologiefreie Wissenschaft. Zudem ist Keller Mitglied der Astronomischen Gesellschaft (A.G.) und der Internationalen Astronomischen Union (IAU).
2002 wurde er Fellow of the International Planetary Society. Am 9. November 2006 wurde von der Internationalen Astronomischen Union der Asteroid (30844) Hukeller nach ihm benannt. 2017 erhielt er den Bruno-H.-Bürgel-Preis.
2022 wurde er Ehrenmitglied der Astronomischen Gesellschaft.

## Schriften
- Jahrbuch: Das Kosmos Himmelsjahr. Stuttgart: Kosmos (ab 1982).
- Neue Untersuchungen zur Kinematik der Sternaggregate früher Spektraltypen. Wien: Universitätssternwarte, 1970 (Dissertation).
- Sternentheater Planetarium. Bochum: Sternwarte, 1974.
- Educator's handbook for planetarium programs. Oberkochen: Zeiss, 3. Aufl. 1982.
- Superstrings und Kosmische Strings: Was die Welt im Innersten zusammenhält. In: Reinhard Breuer (Hrsg.): Immer Ärger mit dem Urknall. Das kosmologische Standardmodell in der Krise. Reinbek bei Hamburg: Rowohlt-Verlag, 1993, ISBN 3-499-19323-X.
- Von Ringplaneten und Schwarzen Löchern: die Top-Themen der Astronomie. Stuttgart: Kosmos, 2002, ISBN 3-440-09138-4.
- Astrowissen: Zahlen, Daten, Fakten; das ideale Begleitbuch zum Himmelsjahr. Stuttgart: Kosmos, 3. Auflage 2003, ISBN 3-440-09713-7.
- Wörterbuch der Astronomie: alle wichtigen Begriffe verständlich erklärt. Stuttgart: Kosmos, 2005, ISBN 3-440-09661-0.
- Quo vadis, Planetarium? In: Sterne und Weltraum, August 2012.
- Kompendium der Astronomie: Einführung in die Wissenschaft vom Universum. Franckh-Kosmos, 7. erweiterte & vollständig aktualisierte Auflage, Stuttgart 2023, ISBN 978-3-440-17361-9.
- Kompendium der Chronologie: Eine Einführung in die Wissenschaft von der Zeit Franckh-Kosmos, 1. Auflage, Stuttgart 2022, ISBN 978-3-440-17585-9.